# Jasper, Missouri
Jasper är en ort i Jasper County i Missouri.  Vid 2010 års folkräkning hade Jasper 931 invånare.